# Dausa (distrikt)
Dausa är ett distrikt i den indiska delstaten Rajasthan. Den administrativa huvudorten är staden Dausa. Distriktets befolkningen uppgick till 1 317 063 invånare vid folkräkningen 2001, på en yta av 3 432 km².

## Administrativ indelning
Distriktet är indelat i fem tehsil, en kommunliknande administrativ enhet:
- Baswa
- Dausa
- Lalsot
- Mahwa
- Sikrai

## Urbanisering
Distriktets urbaniseringsgrad uppgick till 10,31 % vid folkräkningen 2001. Den största staden är huvudorten Dausa. Ytterligare fyra samhällen har urban status:
- Bandikui, Lalsot, Mahwa, Mandawar